# جون برترام بيترسون
جون برترام بيترسون (بالإنجليزية: John Bertram Peterson)‏ هو قسيس أمريكي، ولد في 15 يوليو 1871 في سالم في الولايات المتحدة، وتوفي في 15 مارس 1944.